# Joseph E. Persico
Joseph E. Persico (n. 19 iulie 1930, Gloversville⁠(d), New York, SUA – d. 30 august 2014, Albany, New York, SUA) a fost un autor american de cărți istorice și de biografii ale unor oameni politici. A fost unul dintre apropiații vicepreședintelui Nelson Rockefeller, căruia i-a scris discursurile o lungă perioadă de timp. La momentul morții sale, locuia în Guilderland, New York.
Cartea Nuremberg: Infamy on Trial prezintă derularea Proceselor de la Nürnberg; ea a fost adaptată pentru televiziune în filmul documentar Nuremberg.

## Tinerețea
Joseph Edward Persico s-a născut în Gloversville, New York la 19 iulie 1930. În 1952 a obținut o licență în limba engleză și în științe politice la New York State College for Teachers (în prezent University at Albany). După absolvire s-a înrolat în Marina SUA, servind cu gradul de locotenent la bordul unui dragor de mine și apoi la cartierul general al NATO de la Napoli (Italia).

## Cariera politică
După trei ani a părăsit Marina SUA și și s-a alăturat guvernatorului W. Averell Harriman ca un scriitor și cercetător. În 1960 a fost angajat în cadrul agenției de informații de politică externă United States Information Agency, lucrând ca funcționar diplomatic în Argentina, Brazilia și la Washington.
Din 1963 până în 1966 a lucrat ca asistent executiv al comisarului pentru sănătate a statului New York și în 1966 a devenit secretarul guvernatorului statului New York, Nelson A. Rockefeller, fiind cel care-i scria discursurile. A continuat să-i scrie discursurile lui Rockefeller, chiar și după alegerea acestuia în funcția de vicepreședinte al SUA.

## Autor
În 1977, după încheierea mandatului lui Rockefeller, Persico a publicat cartea My Enemy My Brother: Men and Days of Gettysburg, o lucrare istorică de non-ficțiune despre Războiul Civil American.
În 1979 a publicat romanul The Spiderweb și studiul istorico-politic Piercing the Reich: The Penetration of Nazi Germany by American Secret Agents During World War II.
Trei ani mai târziu a scris cartea The Imperial Rockefeller, o biografie a fostului său angajator. Aceasta a fost urmată de o biografie a jurnalistului Edward R. Murrow, fostul director al USIA (1961-1964). În 1995 a colaborat la scrierea autobiografiei generalului Colin L. Powell.
În cursul anilor 1990 Persico a continuat să scrie cărți istorice (Casey: From the OSS to the CIA și Nuremberg: Infamy on Trial), precum și numeroase articole privind istoria americană.
În noiembrie 2001 a publicat cartea Roosevelt's Secret War: FDR and World War II Espionage și în 2004 Eleventh Month, Eleventh Day, Eleventh Hour: Armistice Day, 1918, World War I and Its Violent Climax.
Ultima sa carte, Roosevelt's Centurions, a apărut în mai 2013 la editura Random House.

## Moartea
Persico a murit la casa lui din Guilderland pe 30 august 2014. A fost înmormântat în cimitirul național Gerald B. H. Solomon Saratoga din Schuylerville, New York.

## Viața personală
A fost căsătorit cu Silvia LaVista Persico, cu care a avut două fiice.

## Legături externe
- Site web oficial
- Apariții pe C-SPAN
- Webcast Interview at the Pritzker Military Museum &amp; Library on November 1, 2007